# 스미징턴스
스미징턴스(The Smeezingtons)는 송라이팅 및 레코드 프로듀싱팀이다. 브루노 마스 (Bruno Mars, 1985년), 필립 로런스 (Philip Lawrence, 1980년), 애리 러바인 (Ari Levine, 1984년)으로 이루어져 있다. 팝, R&B, 힙합, 레게 퓨전, 팝 록 등을 다루며, 로스앤젤레스에서 결성되었다.